# 168358 Casca
168358 Casca este un asteroid din centura principală de asteroizi.

## Descriere
168358 Casca este un asteroid din centura principală de asteroizi. A fost descoperit pe 24 februarie 1996 la Dominion Astrophysical Observatory de David D. Balam. Asteroidul prezintă o orbită caracterizată de o semiaxă mare de 2,14 ua, o excentricitate de 0,09 și o înclinație de 3,0° în raport cu ecliptica.